# Teodoro de Amasea
San Teodoro de Amasea (m. 306; Amasenus, ahora Amasya, Turquía) llamado también San Teodoro Tiro (pues en latín, tiro significa "recluta") fue uno de los santos militares griegos del siglo IV. San Teodoro de Amasea nació en Asia Menor a mediados del siglo III. Enrolado en el ejército romano, Teodoro alcanzó una gran fama en su época tras derrotar a un peligroso dragón (algunos sugieren que era un cocodrilo). Cuando se negó a ofrecer un sacrificio a los dioses alegando que era cristiano, algo prohibido en aquella época, los jueces romanos decidieron darle tiempo para reflexionar; sin embargo, pocos días después Teodoro entró de noche en el templo de Cibeles en Amasea (Turquía) y lo incendió, destruyéndolo por completo. La paciencia de los magistrados se agotó, y Teodoro fue condenado a muerte. La Iglesia católica lo conmemora el 17 de febrero y la Iglesia ortodoxa lo hace el 9 de noviembre.
San Teodoro fue el primer patrón de Venecia, hasta que fue depuesto a principios del siglo IX. Con el poder del imperio bizantino en notable decadencia, los venecianos decidieron que tener como patrón a un santo griego no era demasiado razonable. Al mismo tiempo, Roma extendía su influencia bajo la protección del apóstol San Pedro, padre de la iglesia. Así que algunos mercaderes venecianos idearon un arriesgado plan: viajaron a Egipto y robaron las reliquias de San Marcos, camuflando los restos mortales del evangelista entre trozos de carne de cerdo para que los musulmanes no pudieran descubrirlos. Y así fue como en el año 828 San Marcos se convirtió en el patrón de Venecia, donde se erigió una lujosa basílica en su honor.
Y así fue como San Teodoro, cuatro siglos después de su muerte, pasó a ser el ex patrón de Venecia. Aún hoy, su imagen preside la Plaza de San Marcos en lo alto de una columna de mármol, desde donde contempla con la única compañía de un dragón muerto a sus pies en la ciudad que un día fue suya.
Su fiesta es el 17 de febrero.

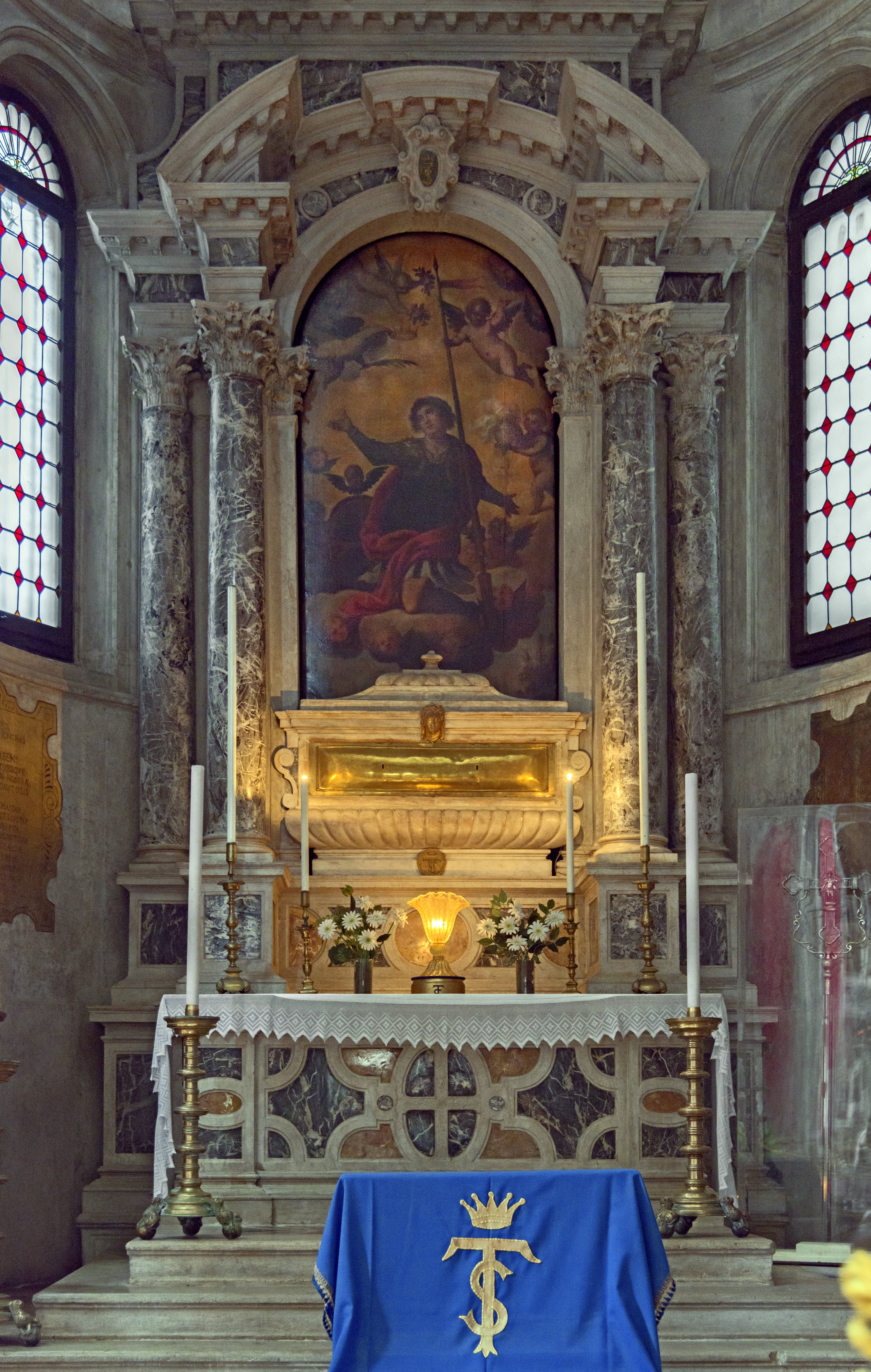
Su tumba en Venecia.
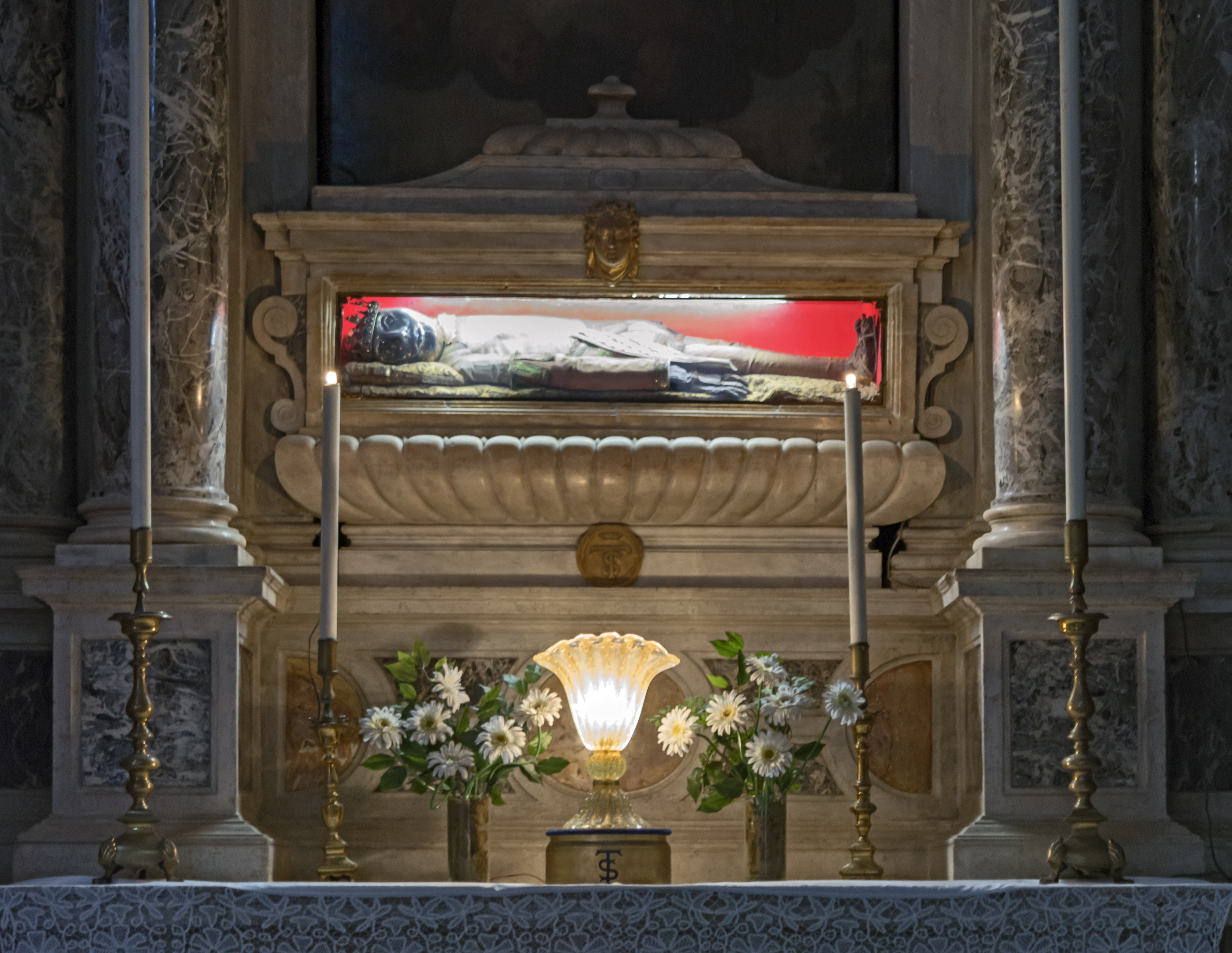
Teodoro de Amasea